# Ataenius monteithi
Ataenius monteithi är en skalbaggsart som beskrevs av Renaud Maurice Adrien Paulian 1991. Ataenius monteithi ingår i släktet Ataenius och familjen Aphodiidae. Inga underarter finns listade.